# Pilotes officiels Skoda
Cette page répertorie tous les pilotes de toutes disciplines ayant évolué sur une Skoda en course automobile.

## Rallye

### Skoda Motorsport
| Saison | Championnat  | Équipe           | Voiture           | Pilote                  | 1           | 2     | 3     | 4       | 5      | 6       | 7       | 8       | 9       | 10         | 11         | 12      | 13  | Classement | Points |
| ------ | ------------ | ---------------- | ----------------- | ----------------------- | ----------- | ----- | ----- | ------- | ------ | ------- | ------- | ------- | ------- | ---------- | ---------- | ------- | --- | ---------- | ------ |
| 2009   | IRC          | Skoda Motorsport | Skoda Fabia S2000 | Jan Kopecký             | MON 4       | BRE   | KEN   | POR 2   | BEL 2  | RUS 2   | POR     | RTC 1   | ESP 1   | ITA RET    | ECO (en)   |         |     | 2          | 49     |
| 2009   | IRC          | Skoda Motorsport | Skoda Fabia S2000 | Juho Hänninen           | MON RET     | BRE   | KEN   | POR RET | BEL 5  | RUS 1   | POR     | RTC 3   | ESP     | ITA 8      | ECO (en)   |         |     | 6          | 21     |
| 2010   | IRC          | Skoda Motorsport | Skoda Fabia S2000 | Juho Hänninen           | MON 2       | BRE 3 | ARG 1 | ESP 2   | ITA 1  | BEL RET | POR 3   | POR 3   | RTC 2   | ITA 2      | ECO (en) 1 | CHY     |     | 1          | 62     |
| 2010   | IRC          | Skoda Motorsport | Skoda Fabia S2000 | Nicolas Vouilloz        | MON 3       | BRE   | ARG   | ESP     | ITA    | BEL     | POR     | POR     | RTC     | ITA        | ECO (en)   | CHY     |     | 13         | 6      |
| 2010   | IRC          | Skoda Motorsport | Skoda Fabia S2000 | Jan Kopecký             | MON 5       | BRE 4 | ARG 3 | ESP 1   | ITA 3  | BEL 2   | POR RET | POR 2   | RTC RET | ITA 6      | ECO (en)   | CHY     |     | 2          | 47     |
| 2011   | WRC (SWRC)   | Red Bull Skoda   | Skoda Fabia S2000 | Juho Hänninen           | SUE         | MEX 8 | POR   | JOR     | ITA 8  | ARG     | GRE 8   | FIN 10  | ALL 20  | AUS        | FRA 26     | ESP 10  | GBR | 16         | 14     |
| 2011   | WRC (SWRC)   | Red Bull Skoda   | Skoda Fabia S2000 | Juho Hänninen           |             | 2     |       |         | 2      |         | 1       | 1       | 4       |            | 5          | 1       |     | 1          | 133    |
| 2011   | WRC (SWRC)   | Red Bull Skoda   | Skoda Fabia S2000 | Hermann Gassner Jr      | SUE         | MEX   | POR   | JOR 12  | ITA 16 | ARG     | GRE 14  | FIN 16  | ALL 32  | AUS        | FRA RET    | ESP 18  | GBR |            |        |
| 2011   | WRC (SWRC)   | Red Bull Skoda   | Skoda Fabia S2000 | Hermann Gassner Jr      |             |       |       | 3       | 5      |         | 4       | 4       | 7       |            | RET        | 5       |     | 5          | 65     |
| 2011   | IRC          | Red Bull Skoda   | Skoda Fabia S2000 | Hermann Gassner Jr (en) | MON         | ESP   | FRA   | UKR     | BEL    | POR     | RTC     | HON 5   | ITA     | ECO (en)   | CHY        |         |     | 19         | 10     |
| 2011   | IRC          | Skoda Motorsport | Skoda Fabia S2000 | Juho Hänninen           | MON 6       | ESP 1 | FRA   | UKR 1   | BEL    | POR 1   | RTC 3   | HON     | ITA     | ECO (en) 2 | CHY 16     |         |     | 3          | 125    |
| 2011   | IRC          | Skoda Motorsport | Skoda Fabia S2000 | Jan Kopecký             | MON 8       | ESP 2 | FRA 2 | UKR 3   | BEL NP | POR 3   | RTC 1   | HON 1   | ITA 4   | ECO (en) 5 | CHY 2      |         |     | 2          | 152    |
| 2011   | IRC          | Skoda Motorsport | Skoda Fabia S2000 | Nicolas Vouilloz        | MON 7       | ESP   | FRA   | UKR     | BEL    | POR     | RTC     | HON     | ITA     | ECO (en)   | CHY        |         |     | 26         | 6      |
| 2012   | IRC          | Skoda Motorsport | Skoda Fabia S2000 | Juho Hänninen           | POR 2       | ESP   | IRE 1 | FRA     | ITA    | BEL 1   | SMA     | ROU     | RTC 1   | UKR        | BUL        | ITA RET | CHY | 3          | 93     |
| 2012   | IRC          | Skoda Motorsport | Skoda Fabia S2000 | Jan Kopecký             | POR         | ESP 1 | IRE 3 | FRA 2   | ITA 1  | BEL     | SMA     | ROU     | RTC RET | UKR        | BUL        | ITA 2   | CHY | 2          | 101    |
| 2012   | ERC          | Skoda Motorsport | Skoda Fabia S2000 | Juho Hänninen           | AUT 2       | ITA 4 | CRO 1 | BUL     | BEL 1  | TUR 1   | POR 7   | RTC 1   | ESP     | POL        | SUI        |         |     | 1          | 220    |
| 2012   | ERC          | Skoda Motorsport | Skoda Fabia S2000 | Jan Kopecký             | AUT 1       | ITA   | CRO   | BUL     | BEL    | TUR     | POR     | RTC RET | ESP     | POL        | SUI        |         |     | 3          | 40     |
| 2012   | ERC          | Skoda Motorsport | Skoda Fabia S2000 | Esapekka Lappi          | AUT         | ITA   | CRO   | BUL     | BEL    | TUR     | POR     | RTC     | ESP     | POL 1      | SUI        |         |     | 4          | 39     |
| 2012   | Rép. Tchèque | Skoda Motorsport | Skoda Fabia S2000 | Jan Kopecký             | JÄN (AUT) 1 | VAL 1 | SUM 1 | KRU 1   | HUS 1  | BOH NC  | ZLI RET | PRI     |         |            |            |         |     | 1          | 260    |
| 2012   | Rép. Tchèque | Skoda Motorsport | Skoda Fabia S2000 | Juho Hänninen           | JÄN (AUT)   | VAL   | SUM   | KRU     | HUS    | BOH NC  | ZLI 1   | PRI     |         |            |            |         |     |            |        |
| 2013   | WRC (WRC2)   | Skoda Motorsport | Skoda Fabia S2000 | Esapekka Lappi          | MON RET     | SUE   | MEX   | POR 10  | ARG    | GRE     | ITA     | FIN     | ALL     | AUS        | FRA        | ESP     | GBR |            |        |
| 2013   | WRC (WRC2)   | Skoda Motorsport | Skoda Fabia S2000 | Esapekka Lappi          | RET         |       |       | 1       |        |         |         |         |         |            |            |         |     |            |        |
| 2013   | ERC          | Skoda Motorsport | Skoda Fabia S2000 | Jan Kopecký             | AUT 1       | LIT   | ESP 1 | POR 1   | FRA    | BEL     | SM      | ROU     | RTC     | POL        | CRO        | ITA     | SUI |            |        |

### Équipes satellites

#### Czech Rally Team Skoda
| Saison | Championnat | Équipe                   | Voiture         | Pilote      | 1     | 2      | 3     | 4   | 5      | 6   | 7       | 8     | 9       | 10    | 11  | 12      | 13    | 14  | 15  | 16     | Classement | Points |
| ------ | ----------- | ------------------------ | --------------- | ----------- | ----- | ------ | ----- | --- | ------ | --- | ------- | ----- | ------- | ----- | --- | ------- | ----- | --- | --- | ------ | ---------- | ------ |
| 2007   | WRC         | Czech Rally Team Kopecky | Skoda Fabia WRC | Jan Kopecký | MON 8 | SUE 10 | NOR 8 | MEX | POR 20 | ARG | ITA RET | GRE 7 | FIN RET | ALL 5 | NZE | ESP RET | FRA 7 | JAP | IRL | GBR 12 | 12         | 10     |

### Importateurs Skoda

#### Skoda Belgique
| Saison | Championnat | Voiture           | Pilote        | 1     | 2     | 3     | 4   | 5     | 6     | 7     | 8     | 9       | 10       | 11    | 12  | 13  | Classement | Points |
| ------ | ----------- | ----------------- | ------------- | ----- | ----- | ----- | --- | ----- | ----- | ----- | ----- | ------- | -------- | ----- | --- | --- | ---------- | ------ |
| 2011   | IRC         | Skoda Fabia S2000 | Freddy Loix   | MON 2 | ESP 4 | FRA 3 | UKR | BEL 1 | POR   | RTC 2 | HON 3 | ITA RET | ECO (en) | CHY 5 |     |     | 4          | 123    |
| 2012   | IRC         | Skoda Fabia S2000 | Pieter Tsjoen | POR   | ESP   | IRE   | FRA | ITA   | BEL 3 | SMA   | ROU   | RTC     | UKR      | BUL   | ITA | CHY | 26         | 15     |

#### Skoda Czech National Team
| Saison | Championnat | Voiture           | Pilote              | 1   | 2   | 3   | 4   | 5   | 6   | 7   | 8   | 9     | 10  | 11       | 12  | Classement | Points |
| ------ | ----------- | ----------------- | ------------------- | --- | --- | --- | --- | --- | --- | --- | --- | ----- | --- | -------- | --- | ---------- | ------ |
| 2010   | IRC         | Skoda Fabia S2000 | Pavel Valousek (en) | MON | BRE | ARG | ESP | ITA | BEL | POR | POR | RTC 3 | ITA | ECO (en) | CHY | 13         | 6      |

#### Skoda Auto Deutschland
| Saison | Championnat | Voiture           | Pilote               | 1      | 2      | 3     | 4      | 5     | 6   | 7      | 8       | 9      | 10          | 11    | 12  | 13    | Classement | Points |
| ------ | ----------- | ----------------- | -------------------- | ------ | ------ | ----- | ------ | ----- | --- | ------ | ------- | ------ | ----------- | ----- | --- | ----- | ---------- | ------ |
| 2011   | IRC         | Skoda Fabia S2000 | Mark Wallenwein (de) | MON 21 | ESP    | FRA   | UKR    | BEL   | POR | RTC 18 | HON 14  | ITA    | ECO (en)    | CHY 8 |     |       | 21         | 8      |
| 2011   | IRC         | Skoda Fabia S2000 | Matthias Kahle       | MON    | ESP    | FRA   | UKR    | BEL   | POR | RTC 19 | HON 20  | ITA    | ECO (en) 10 | CHY 6 |     |       | 14         | 17.5   |
| 2012   | IRC         | Skoda Fabia S2000 | Sepp Wiegand (en)    | POR 4  | ESP 4  | IRE 7 | FRA 8  | ITA 7 | BEL | SMA 4  | ROU RET | RTC 10 | UKR         | BUL   | ITA | CHY 5 | 4          | 73     |
| 2013   | WRC (WRC2)  | Skoda Fabia S2000 | Sepp Wiegand (en)    | MON 8  | SUE 13 | MEX   | POR 14 | ARG   | GRE | ITA    | FIN     | ALL    | AUS         | FRA   | ESP | GBR   |            |        |
| 2013   | WRC (WRC2)  | Skoda Fabia S2000 | Sepp Wiegand (en)    | 1      | 3      |       | 3      |       |     |        |         |        |             |       |     |       |            |        |

#### Skoda Rally Team Hungaria
| Saison | Championnat | Voiture           | Pilote          | 1   | 2   | 3   | 4   | 5   | 6   | 7   | 8      | 9   | 10       | 11  | Classement | Points |
| ------ | ----------- | ----------------- | --------------- | --- | --- | --- | --- | --- | --- | --- | ------ | --- | -------- | --- | ---------- | ------ |
| 2011   | IRC         | Skoda Fabia S2000 | Norbert Herczig | MON | ESP | FRA | UKR | BEL | POR | RTC | HON 13 | ITA | ECO (en) | CHY |            |        |

#### Skoda Ireland
| Saison | Championnat  | Voiture           | Pilote          | 1         | 2   | 3     | 4   | 5   | 6       | 7     | 8   | 9     | 10  | 11  | 12  | 13  | Classement | Points |
| ------ | ------------ | ----------------- | --------------- | --------- | --- | ----- | --- | --- | ------- | ----- | --- | ----- | --- | --- | --- | --- | ---------- | ------ |
| 2012   | IRC          | Skoda Fabia S2000 | Robert Barrable | POR       | ESP | IRE 6 | FRA | ITA | BEL RET | SMA   | ROU | RTC 5 | UKR | BUL | ITA | CHY | 20         | 18     |
| 2012   | Rép. Tchèque | Skoda Fabia S2000 | Robert Barrable | JÄN (AUT) | VAL | SUM   | KRU | HUS | BOH NC  | ZLI 5 | PRI |       |     |     |     |     |            |        |

#### Skoda Italia Motorsport
| Saison | Championnat | Voiture           | Pilote                | 1   | 2     | 3   | 4   | 5     | 6   | 7     | 8   | 9   | 10     | 11       | 12      | 13  | Classement | Points |
| ------ | ----------- | ----------------- | --------------------- | --- | ----- | --- | --- | ----- | --- | ----- | --- | --- | ------ | -------- | ------- | --- | ---------- | ------ |
| 2009   | IRC         | Skoda Fabia S2000 | Piero Longhi          | MON | BRE   | KEN | POR | BEL   | RUS | POR   | RTC | ESP | ITA 9  | ECO (en) |         |     |            |        |
| 2010   | IRC         | Skoda Fabia S2000 | Marco Signor          | MON | BRE   | ARG | ESP | ITA   | BEL | POR   | POR | RTC | ITA 16 | ECO (en) | CHY     |     |            |        |
| 2012   | IRC         | Skoda Fabia S2000 | Umberto Scandola (it) | POR | ESP   | IRE | FRA | ITA 4 | BEL | SMA 3 | ROU | RTC | UKR    | BUL      | ITA RET | CHY | 12         | 27     |
| 2012   | ERC         | Skoda Fabia S2000 | Umberto Scandola (it) | AUT | ITA 3 | CRO | BUL | BEL   | TUR | POR   | RTC | ESP | POL    | FRA      | SUI     |     | 23         | 22     |

#### Skoda Norway
| Saison | Championnat | Voiture           | Pilote            | 1       | 2      | 3      | 4      | 5       | 6      | 7      | 8       | 9      | 10  | 11     | 12  | 13      | Classement | Points |
| ------ | ----------- | ----------------- | ----------------- | ------- | ------ | ------ | ------ | ------- | ------ | ------ | ------- | ------ | --- | ------ | --- | ------- | ---------- | ------ |
| 2010   | WRC (SWRC)  | Skoda Fabia S2000 | Eyvind Brynildsen | SUE 16  | MEX 21 | JOR 14 | TUR    | NZE     | POR 29 | BUL 15 | FIN     | ALL 14 | JAP | FRA 20 | ESP | GBR RET |            |        |
| 2011   | WRC (SWRC)  | Skoda Fabia S2000 | Eyvind Brynildsen | SUE RET | MEX    | POR    | JOR 18 | ITA RET | ARG    | GRE 18 | FIN RET | ALL    | AUS | FRA 13 | ESP | GBR     |            |        |
| 2011   | WRC (SWRC)  | Skoda Fabia S2000 | Eyvind Brynildsen |         |        |        | 5      | RET     |        | 7      | RET     |        |     | 2      |     |         | 9          | 34     |

#### Skoda Romania
| Saison | Championnat | Voiture           | Pilote       | 1     | 2     | 3     | 4     | 5       | 6        | 7   | 8   | Classement | Points |
| ------ | ----------- | ----------------- | ------------ | ----- | ----- | ----- | ----- | ------- | -------- | --- | --- | ---------- | ------ |
| 2012   | Roumanie    | Skoda Fabia S2000 | Dan Girtofan | TES 4 | TIM 3 | MOL 4 | TRA 4 | SIB RET | ARA (ro) | TAR | IAS |            |        |

#### Skoda Sweden
| Saison | Championnat | Voiture           | Pilote               | 1      | 2   | 3      | 4     | 5      | 6      | 7      | 8      | 9      | 10           | 11     | 12  | 13     | Classement | Points |
| ------ | ----------- | ----------------- | -------------------- | ------ | --- | ------ | ----- | ------ | ------ | ------ | ------ | ------ | ------------ | ------ | --- | ------ | ---------- | ------ |
| 2010   | WRC (SWRC)  | Skoda Fabia S2000 | Patrik Sandell       | SUE 15 | MEX | JOR 23 | TUR   | NZE 12 | POR    | BUL    | FIN 11 | ALL 10 | JAP          | FRA 10 | ESP | GBR 14 | 19         | 2      |
| 2010   | WRC (SWRC)  | Skoda Fabia S2000 | Per-Gunnar Andersson | SUE    | MEX | JOR    | TUR   | NZE    | POR 16 | BUL    | FIN 10 | ALL 13 | JAP          | FRA    | ESP | GBR    | 13         | 8      |
| 2011   | IRC         | Skoda Fabia S2000 | Patrik Sandell       | MON    | ESP | FRA 9  | UKR 9 | BEL    | POR 5  | RTC 12 | HON    | ITA    | ECO (en) RET | CHY 3  |     |        | 8          | 44     |

#### Skoda UK
| Saison | Championnat | Voiture           | Pilote            | 1       | 2     | 3     | 4     | 5            | 6       | 7       | 8       | 9     | 10         | 11           | 12  | 13     | Classement | Points |
| ------ | ----------- | ----------------- | ----------------- | ------- | ----- | ----- | ----- | ------------ | ------- | ------- | ------- | ----- | ---------- | ------------ | --- | ------ | ---------- | ------ |
| 2010   | IRC         | Skoda Fabia S2000 | Guy Wilks         | MON 6   | BRE 2 | ARG 2 | ESP 3 | ITA RET      | BEL     | POR RET | POR     | RTC 7 | ITA RET    | ECO (en) RET | CHY |        | 6          | 27     |
| 2010   | WRC (SWRC)  | Skoda Fabia S2000 | Andreas Mikkelsen | SUE     | MEX   | JOR   | TUR   | NZE          | POR     | BUL     | FIN     | ALL   | JAP        | FRA          | ESP | GBR 10 | 24         | 1      |
| 2011   | IRC         | Skoda Fabia S2000 | Andreas Mikkelsen | MON RET | ESP 6 | FRA 6 | UKR 4 | BEL (en) RET | POR 2   | RTC 5   | HON RET | ITA 2 | ECO (en) 1 | CHY 1        |     |        | 1          | 153.5  |
| 2012   | IRC         | Skoda Fabia S2000 | Andreas Mikkelsen | POR 1   | ESP 2 | IRE 2 | FRA 5 | ITA 2        | BEL RET | SMA 2   | ROU 1   | RTC 8 | UKR        | BUL          | ITA | CHY 2  | 1          | 168    |

## Sources
- The official website of the Intercontinental Rally Challenge
- EWRC-Results.com